# Elecciones presidenciales de Portugal de 1951
Tras la muerte del mariscal y presidente Óscar Carmona, el 18 de abril de 1951 se llevaron a cabo nuevas elecciones presidenciales en Portugal. Las elecciones presidenciales portuguesas de 1951 se celebraron el 22 de julio del mismo año. El general Francisco Craveiro Lopes ganó las elecciones, sin ninguna oposición significativa.
Craveiro Lopes fue propuesto como candidato del régimen de António de Oliveira Salazar, al mismo tiempo que algunos de los asesores de Salazar sugirieron la restauración de la monarquía. Sin embargo, la restauración de la monarquía obtuvo fuerte oposición de políticos influyentes, entre ellos Marcello Caetano (quien fue más tarde primer ministro de Portugal, sucesor de Salazar).
Sin embargo, hubo dos candidatos de la oposición. Los sectores comunistas, el Movimiento Democrático Nacional y el MUD (Movimiento de Unidad Democrática), avanzaron el nombre del profesor de matemáticas de la Universidad de Oporto, Rui Luís Gomes. Los herederos ideológicos del Partido Republicano Portugués y los sectores vinculados a la masonería, con Norton de Matos como su portavoz, después de intentar lanzar la candidatura de António Egas Moniz, eligieron como su candidato a Manuel Carlos Quintão Meireles, que era un viejo partidario de la revolución del 28 de mayo y que atrajo a varios antiguos partidarios del régimen que estaban descontentos, incluyendo a Henrique Galvão y Francisco da Cunha Leal.
En su manifiesto del 3 de julio, Quintão Meireles dijo que el país estaba enfermo y se reveló contrario al único partido legal (Unión Nacional), defendiendo la integridad del país y su extensión territorial, incluyendo las colonias. Criticó la creación de un partido único, conservador y minoritario. Dos días antes, criticó fuertemente la candidatura de Rui Luís Gomes, diciendo que era, directa o indirectamente, dependiente de una potencia extranjera.
Quintão Meireles anunció su retirada el 19 de julio, dando orden a no cooperar con la mistificación que se preveía: «Porque el país volverá a tener otro jefe de Estado nombrado, pero sin nuestra colaboración». Entre los movimientos de masas, solo hubo una sesión de propaganda en el garaje Monumental, en Areeiro, Lisboa.
El día en que Quintão Meireles anunció su retirada, hubo dos manifestaciones a favor de Craveiro Lopes. En la manifestación en Lisboa, en el Pabellón de Deportes, habló António de Oliveira Salazar. En el mitin de Oporto, habló Marcello Caetano.